# Geel cypergras
Geel cypergras (Cyperus flavescens, synoniem:Pycreus flavescens) is een eenjarige plant, die behoort tot de cypergrassenfamilie. De soort staat op de Nederlandse Rode lijst van planten als niet meer aanwezig. De plant komt van nature voor in Zuid-Europa, tropisch Afrika, noordoostelijk Zuid-Amerika en zuidoostelijk Noord-Amerika. Het aantal chromosomen is 2n = 70.
De plant wordt 3-15 (50) cm hoog. De wortels hebben een gele kleur. De stengels zijn scherp driekantig. De vaak gootvormig bladeren zijn 10 - 18 cm lang en 1-2 mm breed.
Geel cypergras bloeit van juli tot in oktober. De bloeiwijze is een synflorescentie. De bloem heeft drie meeldraden en een stamper met twee stijlen. De strogele, 1,8-2,2 lange en 0,9-1,6 mm brede kafjes van het 5-10 mm lange aartje hebben een groene kiel.
De vrucht is een bruinzwart, 0,9-1,2 mm lang en 0,6-0,8 mm breed, afgeplat enigszins lensvormig nootje. Op het nootje zit een netwerk van langwerpig rechthoekige cellen en dwarse rimpels.
Geelcypergras komt voor langs waterkanten en in natte heide.

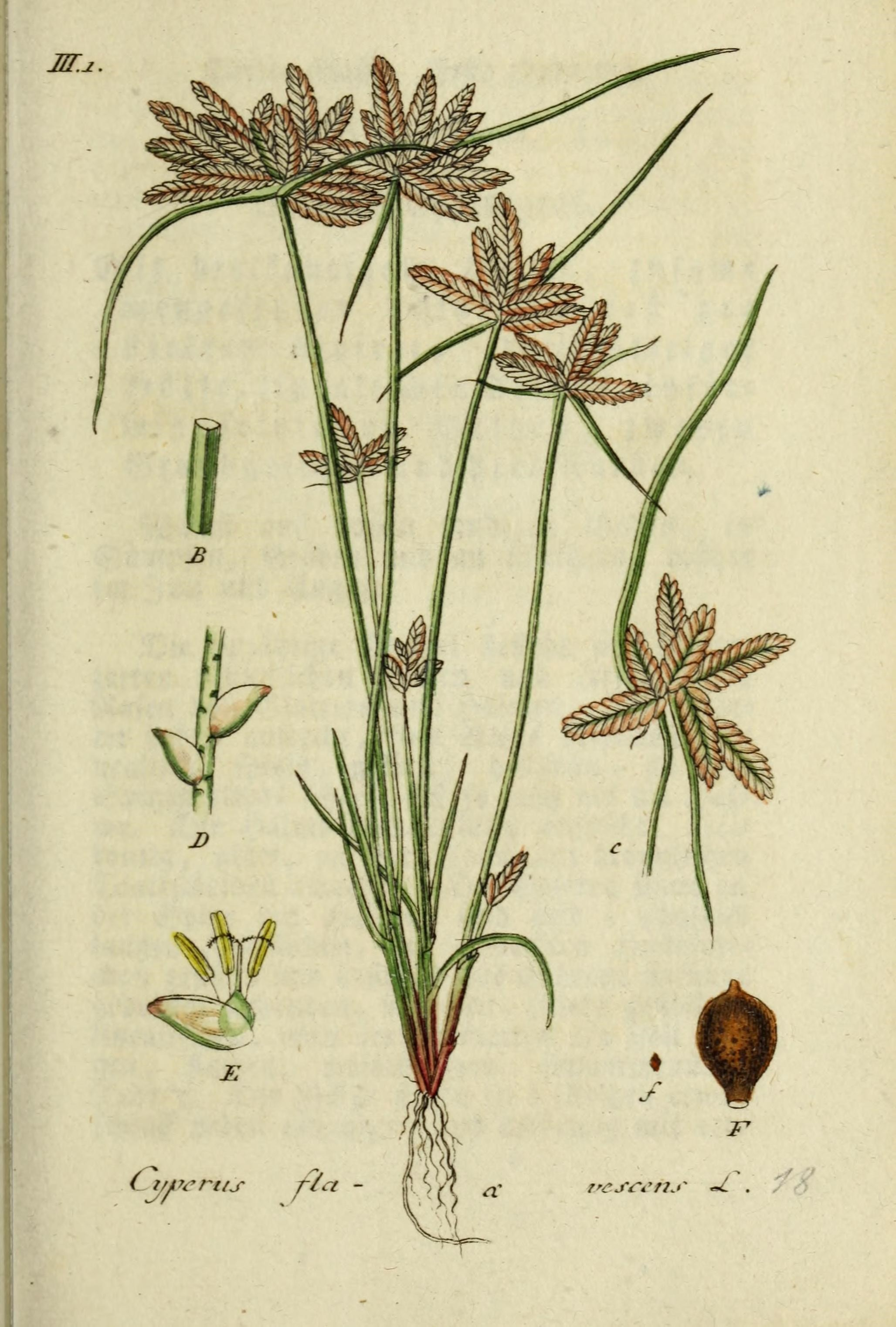
Deutschlands flora
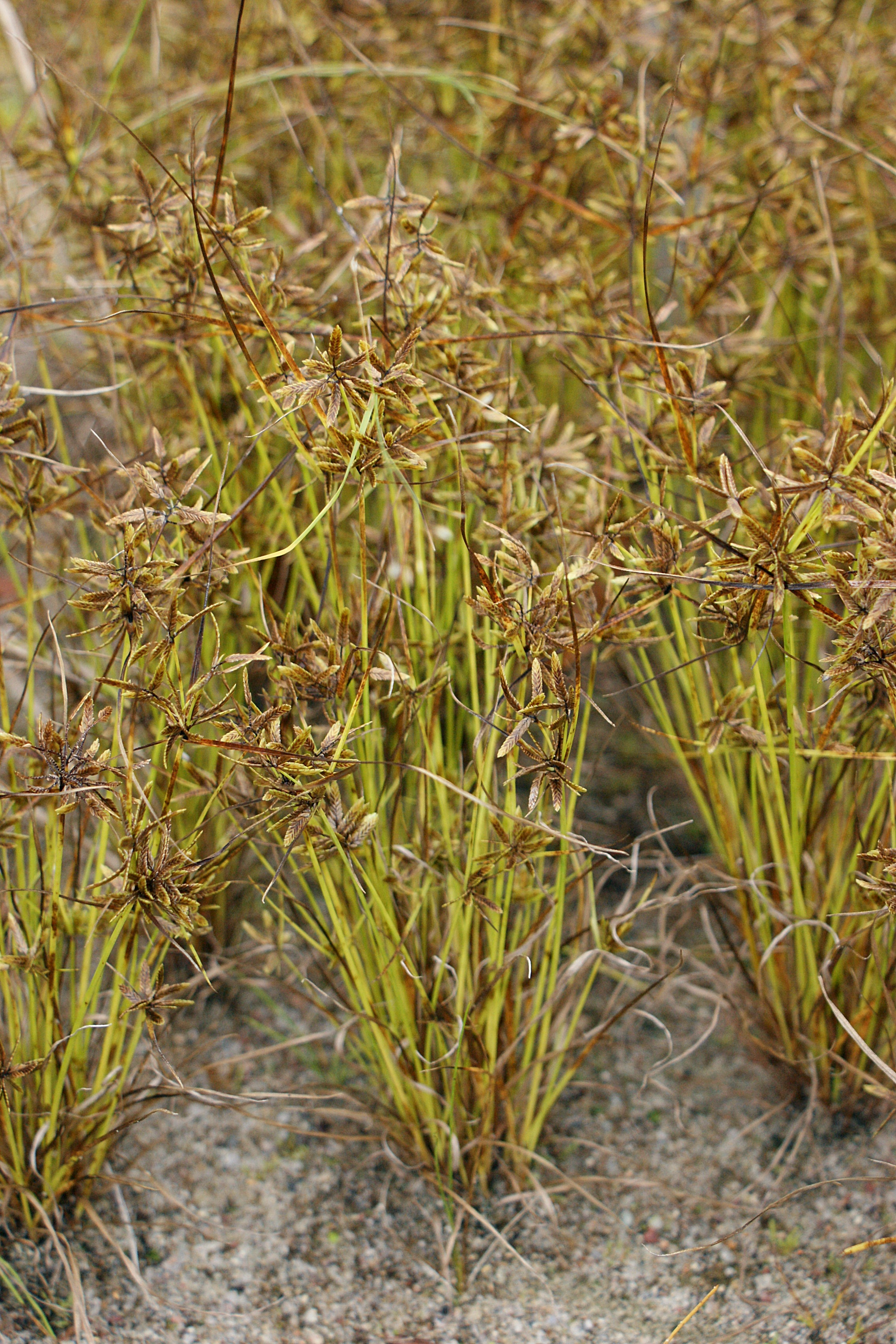
Plant
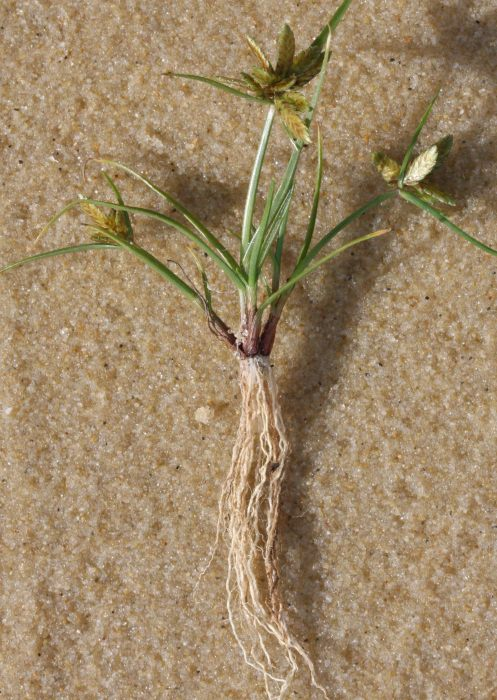
Plant met gele wortels
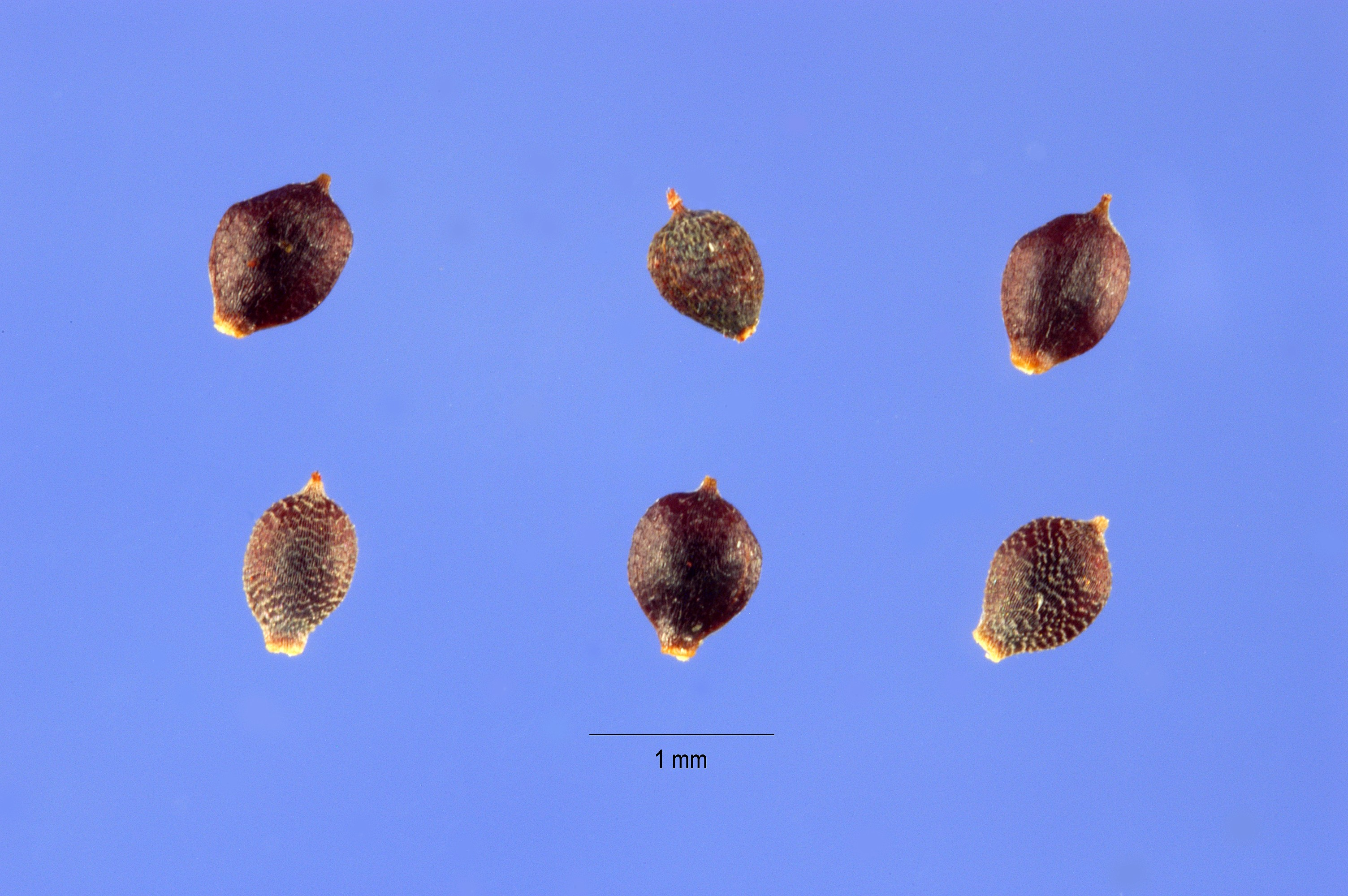
Vruchten